# Dasmariñas
Dasmariñas (oft verkürzt auf Dasma; offiziell: City of Dasmariñas; Filipino: Lungsod ng Dasmariñas ) ist eine Stadt (component city) in der philippinischen Provinz Cavite. Sie liegt ungefähr 30 km südlich von Manila. Dasmariñas war bis zur Stadterhebung am 25. November 2009 durch den Republic Act No. 9723 bezogen auf die Einwohnerzahl die größte Stadtgemeinde der Philippinen.

## Nachbargemeinden
Dasmariñas grenzt im Norden an die Stadtgemeinde Imus, im Osten an die Stadtgemeinde San Pedro, im Nordosten durch den Fluss Embarcadero getrennt an die Stadtgemeinde Carmona, im Süden an die Stadtgemeinde Silang sowie durch den Fluss Ylang-Ylang getrennt an die Stadtgemeinde General Trias. Bis auf San Pedro in der Provinz Laguna gehören alle Nachbargemeinden zur Provinz Cavite.

## Baranggays
Dasmariñas ist politisch unterteilt in 76 Baranggays.
| - Burol - Langkaan I - Paliparan I - Sabang - Salawag - Salitran I - Sampaloc I - San Andres I - San Andres II - San Agustin I - San Jose - Zone I (Pob.) - Zone II (Pob.) - Zone III (Pob.) - Zone IV (Pob.) - Datu Esmael (Bago-a-ingud) - Emmanuel Bergado I - Fatima I - Luzviminda I - Luzviminda II (Richest Brgy.) - Saint Peter I | - San Antonio De Padua I - San Dionisio (Barangay 1) - San Esteban (Barangay 4) - San Francisco I - San Isidro Labrador I - San Juan (San Juan I) - San Lorenzo Ruiz I - San Luis I - San Luis II - San Manuel I - San Mateo - San Miguel - San Nicolas I - San Roque (Sta. Cristina II) - San Simon (Barangay 7) - Santa Cristina I - Santa Cruz II - Santa Cruz I - Santa Fe - Santa Lucia (San Juan II) | - Santa Maria (Barangay 20) - Santo Cristo (Barangay 3) - Santo Niño I - Burol I - Burol II - Burol III - Emmanuel Bergado II - Fatima II - Fatima III - Langkaan II - Luzviminda II - Paliparan II - Paliparan III - Saint Peter II - Salitran II - Salitran III - Salitran IV - Sampaloc II - Sampaloc III | - Sampaloc IV - Sampaloc V (New Era) - San Agustin II - San Agustin III - San Andres II - San Antonio De Padua II - San Francisco II - San Isidro Labrador II - San Lorenzo Ruiz II - San Luis II - San Manuel II - San Miguel II - San Nicolas II - Santa Cristina II - Santa Cruz II - Santo Niño II - Victoria Reyes Pag-asa - Zone I-B - Zone I-A |

## Geschichte
Der Name geht auf den spanischen Gouverneur Gómez Pérez Dasmariñas zurück, der von 1590 bis 1593 Gouverneur der Philippinen war. Nach seinem Tod war sein Sohn Luis Pérez Dasmariñas von 1593 bis 1596 Gouverneur der Philippinen.
Dasmariñas bedeutet in galicischer Sprache wörtlich übersetzt „von der Marine“.

### Bestrebungen zur Stadterhebung
Bestrebungen Dasmariñas von einer Stadtgemeinde (municipality) zu einer Stadt (component city) zu erheben, führten zu Volksabstimmungen in den Jahren 1997 und 2000. Beides Mal wurde das Referendum von einer überwältigenden Mehrheit abgelehnt. Im Dezember 2009 wurde Dasmarinas schließlich zur Stadt gemacht.

## Wirtschaft und Infrastruktur
Dasmariñas ist eine der am schnellsten wachsenden Stadtgemeinden der Provinz Cavite. Zahlreiche Geschäfte, darunter große Einkaufszentren, Fast Food Restaurants, Lebensmittelgeschäfte, Warenhäuser, Restaurants und andere dienstleistungsorientierten Geschäfte konzentrieren sich überwiegend im Hauptort. Industrieunternehmen sind am Stadtrand angesiedelt. Dasmariñas ist die Stadtgemeinde mit den meisten Universitäten in der Provinz Cavite. Dasmariñas hat sich von einer auf Landwirtschaft basierenden Wirtschaft zu einer hoch verdichteten Industriestadt gewandelt. Drei bedeutende Industrieparks, namentlich First Cavite Industrial Estate (FCIE) im Baranggay Langkaan, Dasmariñas Technopark im Baranggay Paliparan I und NHA in Bagong Bayan liegen in Dasmariñas. Darüber hinaus gibt es verteilt auf die verschiedenen Baranggays 240 weitere Fabriken und Geschäfte. Insgesamt gibt es in Dasmariñas 309 laufende Wirtschaftsunternehmen.

### Bildung
Dasmariñas ist Standort mehrerer High Schools, Universitäten, Hochschulen und Fach- und Berufsschulen. Unter den Bildungseinrichtungen in Dasmariñas sind:
- AMA Computer Learning College
- AMA Computer College
- De La Salle University-Dasmariñas
- De La Salle University-Health Sciences Campus
- Emilio Aguinaldo College (EAC)
- Fiat Lux Academe Dasmariñas Campus
- Guzman College of Science and Technology
- IC Computer Learning Center
- Immaculate Conception Academy
- Jesus Christ King of Kings and Lord of Lords Foundation School Inc.(JCKLFS)
- Imus Computer College (ICC) - Zweigstelle Dasmariñas
- INA Computer Center
- Mansfield Technological School
- National College of Science & Technology
- Oxford Colleges
- Philippine Cambridge School
- Philippine Christian University (PCU)
- Southern Luzon College
- St. Andrew Technical Training Center
- St. Jude College-Dasmariñas
- STI - Dasmariñas
- Technological University of the Philippines (TUP)
- Maranatha Christian Academy
- Vel Maris School Inc.
- Liceo de Dasmariñas
- AISAT
- AICS